# Бондарь, Николай Герасимович
Никола́й Гера́симович Бо́ндарь (19 декабря 1920 — 17 декабря 1994) — советский учёный в области мостостроения и механики, академик АН УССР (с 1979), заслуженный деятель науки УССР (с 1975). Член КПСС с 1944. Основные труды — по нелинейной механике и динамике мостов.

## Биография
Родился в семье машиниста депо, который впоследствии окончил механический факультет Харьковского института инженеров железнодорожного транспорта и защитил кандидатскую диссертацию. В том же 1938 году Николай с отличием окончил харьковскую среднюю школу и поступил в Днепропетровский химико-технологический институт. После первого курса перевелся в Днепропетровский институт инженеров железнодорожного транспорта (ДИИТ). В 1941 году ДИИТ был эвакуирован в Новосибирск. В 1943 году сталинский стипендиат Николай Бондарь защитил дипломную работу, которую с одобрением восприняли Г. К. Евграфов и Григорий Петрович Передерий.
- В 1946 году по приглашению А. Лазаряна Бондарь стал работать на кафедре строительной механики ДИИТа
- В 1949 году защитил кандидатскую диссертацию
- В 1953 году становится доктором технических наук
- В 1955 году возглавляет коллектив кафедры «Мосты и конструкции». Выходят его научные монографии. Появился новый учебный курс «Динамика мостов».
- 1954—1958 — декан мостового факультета, был инициатором создания в 1958 году уникальной, единственной в СССР научно-исследовательской лаборатории динамики мостов.
- 1968-78 — проректор по научной работе ДИИТа